# Jonas Larholm
Jonas Erik Larholm (Partille, 3 giugno 1982) è un ex pallamanista e allenatore di pallamano svedese.

## Palmarès
- Giochi olimpici

Londra 2012: argento.